# Maniola grisea
Maniola grisea är en fjärilsart som beskrevs av Tutt 1896. Maniola grisea ingår i släktet Maniola och familjen praktfjärilar. Inga underarter finns listade i Catalogue of Life.